# Hofkirchen (Baviera)
Hofkirchen é um município da Alemanha, situado no distrito de Passau, no estado da Baviera. Tem 32,69 km² de área, e sua população em 2019 foi estimada em 3.710 habitantes.